# Dead End Street
«Dead End Street» es una canción de la banda británica The Kinks. Fue escrita por Ray Davies y publicada como sencillo el año 1966. No apareció en ningún álbum, sin embargo es posible encontrarla como bonus track en algunas reediciones en CD de Face to Face.
La canción está altamente influenciada por el Music Hall británico. Su letra analiza de manera cruda a la sociedad inglesa, expresando la pobreza y miseria en que vive la clase obrera.
Alcanzó el puesto número 5 en las listas del Reino Unido, trasformándose en todo un suceso. Sin embargo, en Estados Unidos la recepción fue tibia, pues sólo llegó al lugar 73. La revista inglesa New Musical Express la ubicó en el puesto 72 en su lista de Los 100 Mejores Sencillos de todos los tiempos.

## Video promocional
El videoclip fue producido en Londres en 1966, y se filmó en la Little Green Street, una pequeña callejuela que data del siglo XVIII y está localizada en Highgate Road, Kentish Town.

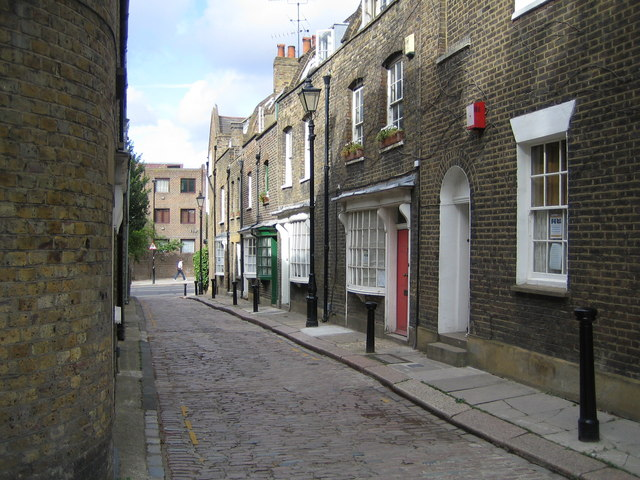
Little Green Street, donde fue filmado el video musical de «Dead End Street».

Entre sus particularidades se destaca que está filmado en blanco y negro, y se encarga de mostrar a los integrantes de la banda vestidos de trabajadores de pompas fúnebres, así como a varios otros personajes. Su duración es de 3:15 minutos en total, y es un adelanto del concepto de los videos musicales que en algos años se trasformaría en pieza fundamental para el trabajo artístico de los músicos. A pesar de todas estas características, Dave Davies afirmó que la BBC la rechazó, pues consideró que era de mal gusto.
La canción fue grabada al mismo tiempo que Pete Quaife dejaba el grupo luego de sufrir un accidente automovilístico. Mientras su reemplazante temporal, John Dalton, es quién participa en el sencillo, Quiafe aparece en el video, filmado tras su regreso.

## Covers y versiones alternativas
La canción fue interpretada por el grupo Mod revival The Jam. 
Tanto la canción como el video sirvieron de inspiración para el sencillo «The Importance of Being Idle» de Oasis.
Una versión alternativa e inédita de la canción, grabada en octubre de 1966, fue publicada en diciembre de 2008 en el 6-CD box set Picture Book.
En 2010, Davies también grabó su propia versión a dúo con Amy Macdonald en su álbum  See My Friends.

## Personal
Según el investigador de bandas Doug Hinman:
The Kinks
- Ray Davies –  voz principal, piano
- Dave Davies –  coros, guitarra acústica, bajo
- John Dalton[nb 1] –  coros, bajo
- Mick Avory –  batería

Músicos adicionales
- Stan Whitley –  coros
- John Matthews –  trombón

## Nota
1. ↑  Después de que Pete Quaife resultara herido en un accidente automovilístico el 3 de junio de 1966, Dalton sirvió como reemplazo temporal.[6] Dalton reemplazó a Quaife como bajista de tiempo completo de los Kinks el 12 de septiembre de 1966, haciendo "Dead End Street" la primera grabación de Dalton como miembro oficial del grupo.[7] Quaife regresó a la banda el 14 de noviembre de 1966, reemplazando a Dalton.[8]